# پائولی نوالا
پائولی نوالا (فنلاندی: Pauli Nevala؛ زادهٔ ۳۰ نوامبر ۱۹۴۰) پرتاب‌گر نیزه اهل فنلاند بود.
وی در مسابقات کشوری و بین‌المللی در مجموع برندهٔ ۱ مدال طلا، ۱ مدال نقره شده‌است.